# ناتوس فينسير
ناتوس فينسير (باللاتينية: "وُلد للانتصار")، التي يُشار إليها عادةً بالاختصار نافي (سابقًا نا`في)، هي منظمة رياضات إلكترونية أوكرانية مقرها في كييف. تأسست المنظمة في عام 2009، ولديها فرق ولاعبون يتنافسون في ألعاب مختلفة، مثل كاونتر سترايك 2، دوتا 2، فيفا، براول ستارز، عالم الدبابات، بالادينز، ببجي، كلاش أوف كلانس، أبيكس ليجندز، توم كلانسيز رينبو 6 سيج، موبايل ليجيندز: بانغ بانغ، فورتنايت باتل رويال، فالورانت، وليغ أوف ليجيندز. فريق فالورانت التابع لنافي هو حاليًا عضو شريك في فالورانت EMEA (أوروبا والشرق الأوسط وأفريقيا)، بينما قسمهم في MLBB هو فريق امتياز في إم بي إل إندونيسيا وقسمهم في ليغ هو فريق امتياز في ليغ أوف ليجيندز (LEC).

## قسمكاونتر سترايك

### التاريخ

#### 2009: التكوين
في أكتوبر 2009، أعلن مورات "أرباليت" جوماشفيتش عن إنشاء منظمة رياضات إلكترونية خلال بطولة إنتل إكستريم ماسترز التي أُقيمت في دبي. كان من المقرر أن يوفر التمويل اللازم لإدارة المنظمة، وكذلك توفير مكان لتدريب اللاعبين، بينما تولى ستاريكس، لاعب كاونتر سترايك محترف، مهمة إنشاء تشكيلة للمنظمة.
في 17 ديسمبر 2009، تأسست ناتوس فينسير، تحت اسم أرباليت يو إيه في ذلك الوقت، وتمركزت حول فريقها لكاونتر سترايك، والذي ضم اللاعبين إيفان "إدوارد" سوخاريف، ييغور "ماركيلوف" ماركيلوف، سيرغي "ستاريكس" إيشوك، أرسيني "سيه 9" ترونوزينكو ودانيلو "زيوس" تيسلينكو، مع تولي زيروغرافيتي منصب المدير.
تم استلهام الاختصار نا`في من فيلم أفاتار، وتم تحديد شكله الكامل من قبل المشجعين من خلال مسابقة.

#### 2010: بطولات متعددة

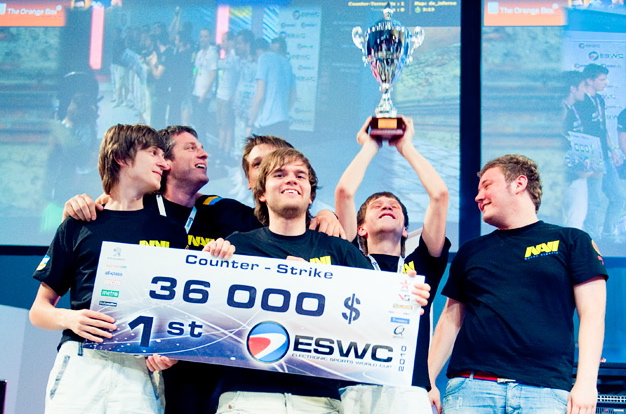
فوز نافي بكأس العالم للألعاب الإلكترونية 2010

بعد أداء ضعيف في كأس أرباليت 2010 (المركز الرابع)، قرر ماركيلوف، أفضل لاعب في الفريق، التخلي عن البطولة الكبيرة التالية، بطولة آسوس الشتوية 2010، حتى يتمكن الفريق من الاستعداد لكأس أرباليت والتصفيات الأوكرانية لـكأس العالم للألعاب الإلكترونية.
في منتصف مايو 2010، احتلت نافي المركز الثاني في كأس أرباليت أوروبا 2010 المرموقة في ستوكهولم، بخسارتها أمام فنتاك في النهائي وحصولها على 10,000 دولار كجائزة.
حصلت نافي أخيرًا على الفوز في كأس العالم للألعاب الإلكترونية في أوكرانيا.
في الجزء الأخير من كأس العالم للألعاب الإلكترونية، وصل الفريق إلى أعلى تصنيف، إلى جانب إس كي جيمنغ، فنتاك، وmTw.dk.
في 4 يوليو 2010، حققت ناتوس فينسير أعلى إنجاز في تاريخ الرياضات الإلكترونية الأوكرانية، بفوزها بـكأس العالم للألعاب الإلكترونية (التي لم تتمكن أي فريق من رابطة الدول المستقلة من الوصول إليها سابقًا)، متغلبة على إس كي جيمنغ في النهائيات: 16:5 (دي_ترين) و16:4 (دي_إنفيرنو).
خلال البطولة، تأهلت نافي من مرحلة المجموعات بفضل الحظ، لكنها تفوقت عليها فنتاك وmTw.dk في الأدوار الإقصائية.
بعد فوزها في بطولة العالم، أعلنت ناتوس فينسير مشاركتها في بطولتين أخريين - كأس أرباليت دالاس وغيم غن 2010 (بلباو). في 18 يوليو 2010، فازت نافي بكأس أرباليت دالاس بفوزها على ماوس سبورتس في المباراة النهائية: 19:15 (دي_دست2)، 16:12 (دي_إنفيرنو).
بعد حصولها على 25,000 دولار، احتلت نافي المركز الأول من حيث قيمة الجوائز المالية التي حصلت عليها الفرق الأوروبية في ذلك العام.
احتلت نافي المركز الثالث في غيم غن 2010 وإنتل إكستريم ماسترز شانغهاي.

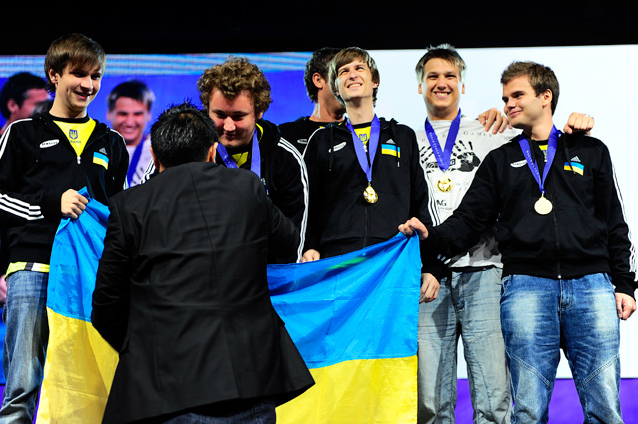
فوز نافي بألعاب سايبر العالمية 2010

في 15 أغسطس، فازت نافي بالتصفيات الأوكرانية لألعاب سايبر العالمية 2010 وحصلت على تذكرة مدفوعة للمباريات النهائية في لوس أنجلوس في الفترة من 30 سبتمبر إلى 3 أكتوبر 2010.
كانت البطولة التالية لنافي هي صيف آسوس 2010، والتي تلقى الفريق دعوة مباشرة إليها. أصبحت هذه البطولة الأولى في سلسلة بطولة آسوس المفتوحة، والتي أُقيمت في مركز الألعاب "كييف سايبر سبورت أرينا" بـكييف. في نصف النهائي، خسرت نافي أمام الفريق الكازاخستاني k23 واحتلت المركز الثالث نتيجة لذلك.
في 4 أكتوبر 2010، أصبحت ناتوس فينسير بطلة العالم في ألعاب سايبر العالمية بفوزها على الفريق الدنماركي mTw.dk في النهائيات. هذا الفوز جعل نافي أول فريق في العالم يتمكن من حصد ألقاب البطولات الثلاث الأكثر سمعةً في آن واحد (إنتل إكستريم ماسترز، كأس العالم للألعاب الإلكترونية، ألعاب سايبر العالمية).
في نهاية أكتوبر 2010، أعلن معلق إي إس إل تي في، بكر "KinGSaicx" فضل، أن إس كي جيمنغ ستدعو الفريق الأوكراني ليحل محل فريقها السويدي، لكن مدير ناتوس فينسير نفى هذه المعلومة.
في أوائل نوفمبر 2010، شاركت ناتوس فينسير في بطولة أساتذة العالم في الرياضات الإلكترونية 2010، التي تجمع سنويًا أفضل الفرق من جميع أنحاء العالم في مدينة هانغتشو الصينية. من بين المشاركين الثمانية في البطولة، احتلت نافي المركز الرابع وحصلت على 7,500 دولار.
في الفترة من 25 إلى 27 نوفمبر 2010، أُقيمت أكبر حفلة شبكة محلية  في العالم في مدينة يونشوبينغ السويدية — دريم هاك الشتاء 2010. للمشاركة في هذه البطولة، كان على ناتوس فينسير أن تتخلى عن بطولة روسية كبرى، آسوس الخريفية 2010، نظرًا لتزامنها مع مواعيد دريم هاك. بعد إنهاء مرحلة المجموعات، تفوقت نافي بشكل ثابت على فرق بوتا، فنتاك، فراغ إكسيكيوتورز، وmTw.dk في النهائيات، وفازت بالبطولة.
خلال أربع مباريات في الأدوار الإقصائية، خسر الأوكرانيون مرة واحدة فقط أمام فنتاك على الخريطة الجديدة - دي_ميراغ. حصل "ستاريكس" (سيرهي إيشوك) على جائزة أفضل لاعب في البطولة.
بعد فوزها بدريم هاك الشتاء 2010، سجل الفريق رقمًا قياسيًا جديدًا: فاز بـ220,000 دولار في عام واحد.
الرقم القياسي السابق كان للفريق السويدي فنتاك، الذي حقق 189,000 دولار في عام 2009 (قبل ذلك، كان الرقم القياسي يحمله الفريق السويدي إس كي جيمنغ بأرباح بلغت 183,000 دولار في عام 2003).
في عام 2010، أجرى موقع HLTV.org الشهير تصنيفات لأفضل 20 لاعبًا في كاونتر سترايك. احتل ييغور "ماركيلوف" ماركيلوف المركز الأول، وسيرغي "ستاريكس" إيشوك المركز الرابع، وإيوان "إدوارد" سوخاريف المركز الخامس، وحصل قائد نافي، دانيل "زيوس" تيسلينكو على المركز 19، بالإضافة إلى لقب "أفضل قائد لهذا العام".

#### 2011
في 5 مارس 2011، دافعت نافي عن موقعها في هانوفر كبطل لإنتل إكستريم ماسترز وحصلت على 35,000 دولار. لقد هزموا الفريق البولندي فراغ إكسيكيوتورز في النهائيات: 16:12 (دي_ترين) و 16:10 (دي_دست2).
تم خصم 4,550 دولارًا من أموال الجائزة (13% من الإجمالي) كعقوبة لخرق القواعد.

#### 2015

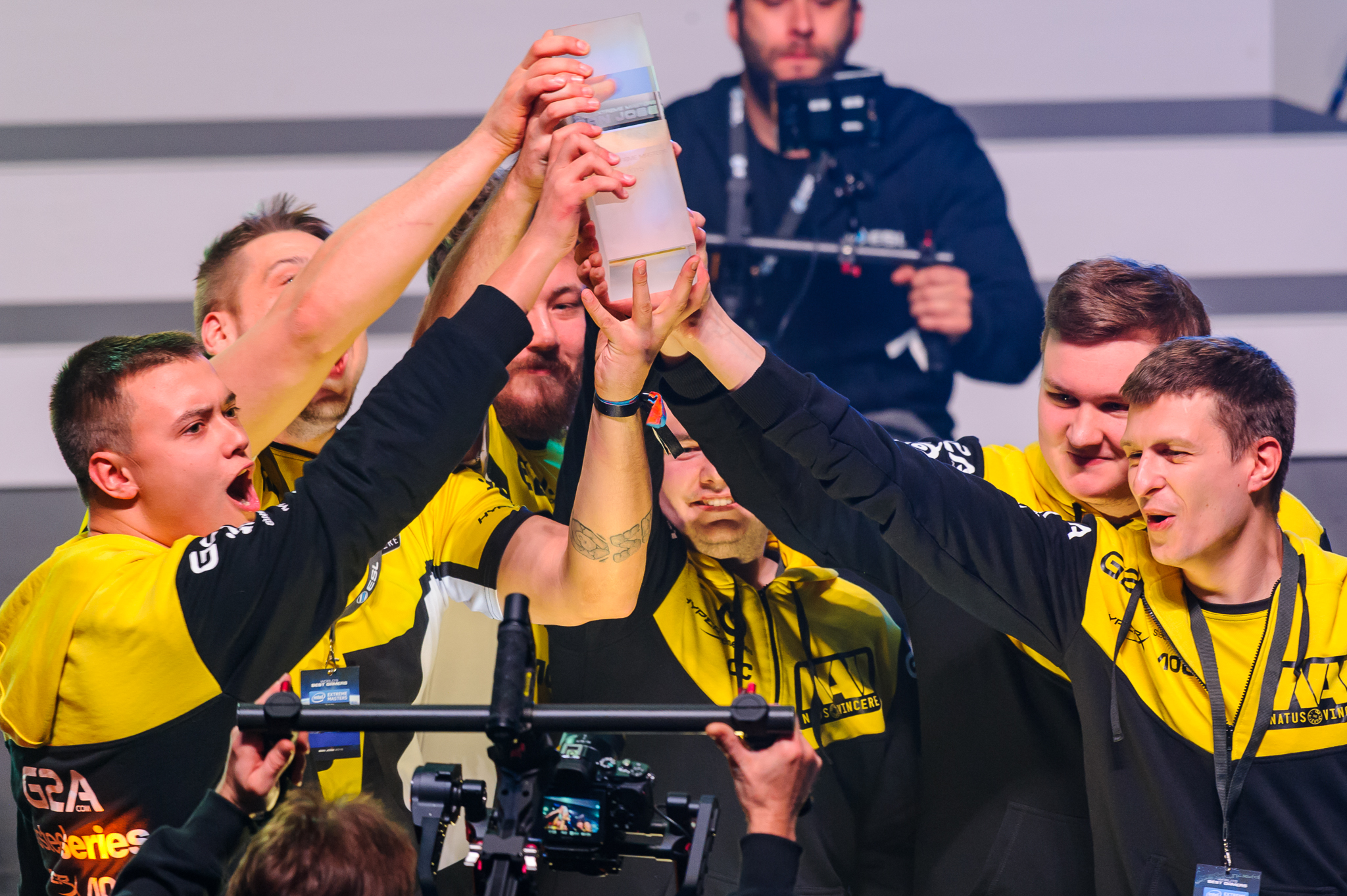
فازت ناتوس فينسير بإنتل إكستريم ماسترز سان خوسيه 2015.

وصلت نافي إلى نهائيات دريم هاك حيث هُزمت 0–2 من قبل تي إن في إس|تي إن في إس. فازت نافي بـإنتل إكستريم ماسترز موسم العاشر - سان خوسيه|إنتل إكستريم ماسترز موسم X - سان خوسيه بعد فوزها على تيم سولو ميد|تيم سولو ميد (الآن أستراليس) في النهائيات الكبرى 2–0.[بحاجة لمصدر]

#### 2016
شهد عام 2016 نجاحًا كبيرًا لفريق ناتوس فينسير، حيث استهل موسمه بالفوز على فريق لومينوسيتي غيمينغ (الذي يُعرف حاليًا باسم إم آي بي آر) في بطولة دريم هاك لايبزيغ 2016 بتاريخ 22 يناير.
تبِع ذلك بتحقيق المركزين الثالث والرابع في إنتل إكستريم ماسترز موسم 10 - بطولة العالم، ثم نالت المركز الثاني في إم إل جي كولومبوس 2016 بعد خسارة النهائي أمام لومينوسيتي.
وفي 17 أبريل، حصل الفريق على المركز الثاني في دريم هاك ماسترز مالمو 2016.
وفي 22 مايو، أنهت ناتوس فينسير بطولة دعوة ستار لادر وآي-ليغ #1 في المركز الثاني بعد خسارتها في النهائي أمام فيرتوس.برو. وفي يوليو، حقق الفريق المركزين الخامس والثامن في إي إس إل ون كولونيا 2016، والمركزين الثالث والرابع في إيليغ (الموسم الأول).
في 4 أغسطس، انضم اللاعب أولكسندر كوستيليف إلى التشكيلة الأساسية للفريق، بديلًا عن دانيل "Zeus" تيسلينكو.
واختُتم العام بتحقيق الفريق لقب إي إس إل ون نيويورك 2016 في 22 سبتمبر، بعد فوزه في المباراة النهائية على فريق فيرتوس.برو.

#### 2017
في 10 مارس، تنحى مدرب الفريق ستاريكس عن دوره في الفريق. وقد حل محله محلل الفريق أندريه "آندي" بروخوروف.
في 28 يوليو، تنحى دينيس كوستين ولاديسلاف كوفاتش من ناتوس فينسير.
في 9 أغسطس، تم ضم ميخايلو كين بلاغين وعاد سزيد وZeus.
في 6 نوفمبر، ضم نافي دينيس "إلكترونيك" شاريبوف بدلاً من سيزد الذي تنحى من التشكيلة.

#### 2018
في 8 يوليو، فازت نافي بإي إس إل ون كولونيا 2018 على بيغ بنتيجة 3–1.

#### 2019
في 9 سبتمبر، أعلنت نافي أن Zeus سيعتزل بعد سلسلة بلاست برو موسكو 2019. اعتزل في 14 سبتمبر.
في 20 سبتمبر، تعاقدت نافي مع غارديان من فيز كلان وانضم أندريه "B1ad3" غوردينسكي كمدرب. تنحى غارديان لاحقًا وحل محله Perfecto.

#### 2021
في 12 سبتمبر، أصبحت نافي الفريق الثالث على الإطلاق الذي يكمل إنتل غراند سلام بعد فوزها بـإنتل إكستريم ماسترز كاتوفيتشي 2020، إنتل إكستريم ماسترز كولونيا 2021، دريم هاك والدوري المحترف إي إس إل موسم 14.
في 7 نوفمبر، فازوا بأول بطولة كاونتر سترايك: جلوبال أوفينسيف كبرى، بي جي إل ميجور ستوكهولم 2021، بفوزهم على جي2 إي سبورتس بنتيجة 2–0. احتلت نافي المركز الأول في بلاست بريمير نهائي الخريف 2021 وبلاست بريمير نهائي العالم 2021.
تعاونت نافي أيضًا مع هاتور، الشركة المنتجة لمعدات الكمبيوتر الموجهة للاعبين، في تنظيم فعاليات الرياضات الإلكترونية في 22 مدينة أوكرانية.

#### 2022
واصلوا التأهل لنهائي بلاست الربيع ووصلوا إلى أدوار بلاي أوف إنتل إكستريم ماسترز كاتوفيتشي 2022، وكانوا مرشحين للفوز بالحدث.
في 1 مارس 2022، بعد الغزو الروسي لأوكرانيا، قطعت ناتوس فينسير علاقاتها مع شركتها القابضة، مجموعة الرياضات الإلكترونية الروسية ESForce، قائلة إن الشركة "تنكر علنًا الفظاعة التي تحدث الآن في أوكرانيا".
ذكر يفغين زولوتاروف، الرئيس التنفيذي لـ Na'Vi، أمله "في أن نحافظ على هذه التشكيلة وأن اللاعبين المقيمين في روسيا سينتقلون".
بعد التأهل إلى مرحلة الأساطير لبطولة بي جي إل ميجور أنتويرب 2022 من خلال التصنيفات الإقليمية الأوروبية الكبرى،  شرعوا في تحقيق نتيجة 3-0 في تلك المرحلة، بفوزهم على G2 وBIG وNIP.
هزموا Heroic 2-1 في ربع النهائي و ENCE 2-0 في نصف النهائي لظهورهم الخامس في نهائيات كبرى. فاز FaZe Clan 2-0 لتحقيق أول فوز كبير له.
في 28 مايو، تمت إزالة Boombl4 من القائمة النشطة.  وقالت المنظمة إن إزالته "مرتبطة بمخاطر تتعلق بالسمعة العالية للنادي، وليست نتيجة أدائه". وقال أوليكسي "xaoc" كوتشيروف، مدير العمليات في Na'Vi، إن اللاعبين الروسيين الآخرين، electronic و Perfecto، كانا سينتقلان.
تم إحضار Viktor "sdy" Orudzhev كبديل لـ Boombl4 في نهائيات Blast Premier Spring في لشبونة، وأصبح electronic هو IGL. استمراره في اللعب مع Na'Vi "يعتمد على أدائه في البطولة القادمة". فازت Na'Vi بالحدث،  وتغلبت على Team Vitality بنتيجة 2-0 في النهائي.  بعد هذا النجاح، استمر sdy في كونه اللاعب الخامس في IEM Cologne.
بينما كان فيز ونافي الفريقين الوحيدين اللذين احتلا المركز الأول في إتش إل تي في خلال موسم 2022، كان لدى آي إي إم كولونيا 2022 العديد من المنافسين القادرين. كان لدى العديد من الفرق ما يسمى "بتقوية البديل" خلال عام 2022، حيث حققت العديد من الفرق نجاحًا بعد تقديم لاعب بديل أو لاعب جديد. لم يكن من المؤكد ما إذا كان بإمكان نافي الاستمرار بعد نجاحهم مع لاعبهم الجديد و آي جي إل. تراجع مستوى فيز بعد بطولة أنتويرب الكبرى، وكان إينس منافسًا في التصفيات لكنه لم يرفع الكؤوس، وفاز كلود9 بآي إي إم دالاس وفاز بيق بكأس روبيت.
امتلأ ربع النهائي بمنافسين غير متوقعين ولكن كان المتنافسون في نصف النهائي من بين أفضل فريقين، فيز ونافي. فاز كلا الفريقين 2-0 في نصف النهائي لتحديد النهائي الكبير "لتحديد من هو الفريق رقم واحد".
في نهاية قريبة جدًا بنتيجة 2-3، تصدر فيز.
بدأ النصف الثاني من عام 2022 بمجموعات Blast Premier Fall 2022. حل لاعب NAVI Junior AWPer headtr1ck محل سيمبل في مرحلة المجموعات، الذي لم يتمكن من التواجد في كوبنهاغن لأسباب شخصية.  خسروا المباراة الافتتاحية أمام Complexity لكنهم فازوا بنجاح عبر المجموعة الأدنى للفوز بمجموعتهم.  ثم تأهلوا لنهائيات Blast Fall بفوز 2-0 على Vitality.

#### 2023
تأهلت نافي إلى مرحلة الأساطير ‏ في بطولة بلاست باريس 2023،  حيث فشلوا في الوصول إلى التصفيات بعد إقصائهم على يد FaZe Clan.
في 30 يونيو، أعلنت نافي عن قائمة دولية جديدة تتألف من قائد الفريق الفنلندي داخل اللعبة Aleksi "Aleksib" Virolainen، والليتواني Justinas "jL" Lekavičius، والروماني ميهاي "آي إم" إيفان الذين يلعبون جنبًا إلى جنب مع سيمبل وبيت، بعد إيقاف إن بي إل وبيرفكتو و إلكترونيك.  انتقل Npl إلى المنظمة الأوكرانية B8 في 9 يوليو.  في 14 يوليو، أكد كلود9 توقيع بيرفكتو وإلكترونيك.
في 26 أكتوبر، أعلن سيمبل عن نيته أخذ استراحة من اللعب التنافسي.  تم استبدال مكانه في القائمة النشطة بـ Ihor "w0nderful" Zhdanov في 31 أكتوبر.

#### 2024
في 19 فبراير، تم الإعلان عن عودة أولكسندر كوستيليف "سيمبل" إلى الاحتراف في كاونتر سترايك، على سبيل الإعارة لمدة شهر واحد إلى المنظمة السعودية فالكونز (رياضات إلكترونية)|فالكونز.
في 31 مارس، فازت نافي بأول بطولة بي جي إل ميجور كوبنهاغن 2024 ميجور، بفوزها على فيز كلان 2-1 في نهائيات بي جي إل ميجور كوبنهاغن 2024. تم اختيار يوستينس ليكافيشيوس كأفضل لاعب في البطولة.
بعد فوزهم الكبير، احتلت نافي المركزين 9-12 في الدوري المحترف إي إس إل الموسم 19 و إنتل إكستريم ماسترز دالاس 2024 . ثم ظهروا في ستة نهائيات كبرى متتالية، وفازوا بـ 3 من الأحداث: نهائيات بلاست بريمير نهائي الربيع 2024، وخسروا أمام تيم سبيريت 1-3؛ كأس العالم للرياضات الإلكترونية 2024، بفوزهم على جي2 2-1؛ إنتل إكستريم ماسترز كولونيا 2024، وخسروا أمام تيم فايتاليتي 1-3؛ الدوري المحترف إي إس إل الموسم 20، بفوزهم على إيتيرنال فاير 3-2؛ نهائيات بلاست بريمير نهائي الخريف 2024، وخسروا أمام جي2 1-3؛ و إنتل إكستريم ماسترز ريو 2024، بفوزهم على ماوز 3-1.
تم اختيار نافي كفريق العام في إتش إل تي في لعام 2024.

### تشكيلة فريق ناتوس فينسير
| اللاعب              | لقب اللعبة | الجنسية          |
| ------------------- | ---------- | ---------------- |
| ألكسي فيرولاينن     | Aleksib    | فنلندا           |
| ميهاي إيفان         | iM         | رومانيا          |
| فاليري فاخوفسكي     | b1t        | أوكرانيا         |
| يوستينس ليكافيتشيوس | jL         | ليتوانيا         |
| إيغور زدانوف        | ووندر فول  | أوكرانيا         |
| أولكسندر كوستيلييف  | سيمبل      | أوكرانيا *(نجم)* |

- المدرب: أندريه “B1ad3” غورودينسكي
- صفحة الفريق على HLTV
  - آخر تحديث:** 14 أبريل 2024

### تشكيلة فريق نافي جونيور
| اللاعب                 | لقب اللعبة | الجنسية           |
| ---------------------- | ---------- | ----------------- |
| دميترو ميروشنيتشينكو   | ديمون      | أوكرانيا          |
| أولون فازليا           | كرابيني    | كوسوفو            |
| درين شاكيري            | ماكازي     | كوسوفو            |
| نيكيتا ساموليوتوف      | سيمتري     | أوكرانيا          |
| دجيوغاس ستيبونافيتشيوس | دزيوغس     | ليتوانيا          |
| آدم ناهورني            | فروزيك     | أوكرانيا *(ناشئ)* |

- المدرب: أندراش “كوليو” فيرتشاك
- صفحة الفريق على HLTV
  - آخر تحديث:** 3 أغسطس 2024

## قسمدوتا

### التاريخ
في أكتوبر 2010، تم الإعلان عن إنشاء فريق دوتا (DotA)، والذي ضم أفضل اللاعبين الأوكرانيين. في البداية، تكون الفريق من [[ألكسندر داشكيفيتش، أرتور كوستينكو، بوغدان  بويتشوك، أولكسندر ستيبانيوك، وأندري تشيبينكو.[بحاجة لمصدر] ومع ذلك، في ديسمبر 2010، غادر Mag~ وDeff- الفريق. وتم شغل الأماكن الشاغرة في الفريق من قبل لاعبين أوكرانيين من DTS.Chatrix — دانيل إيشوتين، وإيفان "Artstyle" أنتونوف، الذي أصبح قائد هذا الفريق الجديد.[بحاجة لمصدر]
أسفر تغيير في القائمة في 17 يونيو 2011 عن استبدال Goblak وAxypa بـ كليمنت "بابي" إيفانوف وديمتري كوبريانوف.[بحاجة لمصدر] في أغسطس 2011، دُعي نافي إلى ذا إنترناشيونال، وهي الأولى في سلسلة من بطولات دوتا 2 السنوية. ضم الحدث 16 من أفضل الفرق من جميع أنحاء العالم بكمية مذهلة من الجوائز المالية — 1,600,000 دولار. كانت نافي هي الفائزة النهائية، بفوزها على الفريق الصينيإي هوم 3–1 في النهائيات الكبرى وفازت بجائزة نقدية قدرها 1,000,000 دولار.[بحاجة لمصدر]
في 13 أكتوبر 2011، بعد وقت قصير من فوزهم، غادر Artstyle الفريق. وتولى بابي منصب القائد، وشغل سيرغي "ARS-ART" ريفين، من الفريق الروسي موسكو فايف، المركز الخامس في القائمة.[بحاجة لمصدر]
كان عام 2012 موسمًا ناجحًا للغاية لـنافي حيث فازوا بالعديد من البطولات على مدار العام، بما في ذلك أربعة مواسم متتالية من Star Ladder's Star Series، وهي البطولة الأبرز لمنطقة رابطة الدول المستقلة.[بحاجة لمصدر]
في[ذا إنترناشيونال 2012، حاول نافي الدفاع عن لقبهم حيث احتلوا في النهاية المركز الثاني، بخسارتهم أمام الفريق الصيني إنفيكتوس جيمنغ 1–3 في النهائيات الكبرى.[بحاجة لمصدر]
في نهاية فبراير 2013، تم استبدال ARS-ART بـ غليب "Funn1k" ليباتنيكوف من الفريق الروسي تيم إمباير. انضم كورو "KuroKy" صالحي تخاسومي من ماوس سبورتس أيضًا إلى الفريق، بينما أصبح LighTofHeaveN غير نشط. في أبريل 2013، بعد انتهاء عقده، غادر LighTofHeaveN رسميًا إلى تيم إمباير. في يونيو 2013، أعلنت نافي عن فريق نسائي بالكامل.[بحاجة لمصدر]
كان النصف الأول من عام 2013 صعبًا على نافي حيث كافحوا من أجل الحصول على موطئ قدم في البطولات الكبرى بتشكيلتهم الجديدة. كان أول فوز لهم في بطولة كبرى ضد RoX.KIS في الموسم الأول من إي إس إل السلسلة الرئيسية الأولى في أبريل. في يوليو، تنافست نافي ضد 9 من أفضل فرق الشرق في كأس ألينوير. هزموا إل جي دي جيمنغ.سي إن 3–2 في النهائيات الكبرى، وأصبحوا أحد الفرق الغربية القليلة التي فازت ببطولة صينية كبرى.[بحاجة لمصدر]
في أغسطس 2013، وصلت نافي مرة أخرى إلى النهائيات الكبرى لذا إنترناشيونال 2013، لكنهم خسروا 2–3 في مباراة خامسة متقاربة جدًا ضد الفريق السويدي ألاينس.[بحاجة لمصدر]
في يوليو 2014، أُقصيت نافي في مرحلة خروج المغلوب في ذا إنترناشيونال من قبل كلاود9، واحتلوا المركزين السابع والثامن وحصلوا على 519,208 دولارًا. ستكون هذه هي المرة الأولى التي لا تصل فيها نافي إلى النهائيات الكبرى في ذا إنترناشيونال. عزا العديد من المشجعين ذلك إلى نقص في التكيف وحتى أنهم وصفوا ذلك بأنه نهاية حقبة. بعد فترة وجيزة، غادر كورو "KuroKy" صالحي تخاسومي وكليمنت "بابي" إيفانوف الفريق.[بحاجة لمصدر]
في 13 فبراير 2015، اعتزل غليب "Funn1k" ليباتنيكوف من فريق نافي دوتا 2.
في 4 مارس 2015، انضم DkPhobos إلى نافي، ليحل محل Funn1k.[بحاجة لمصدر]
في 9 مارس 2015، غادر DkPhobos نافي لينضم مجددًا إلى ASUS.Polar.[بحاجة لمصدر]
في 25 مارس 2015، غادر Goblak نافي ليحل SoNNeikO محله.[بحاجة لمصدر]
في 5 أبريل 2015، أعلنت نافي عن عودة Funn1k وArtStyle مع انتقال VANSKOR إلى الاحتياط بعد معاناته من مرض طويل الأمد.[بحاجة لمصدر]
في 27 أغسطس 2015، أعلنت نافي عن رحيل القائد إيفان "Artstyle" أنتونوف بعد نهاية مخيبة للآمال في ذا إنترناشيونال 2015.
في 2 سبتمبر 2015، عاد Artstyle، لكن كبديل. تم شغل مركز القائمة الأساسية بضم M.Batbileg "Ra"، وتم شغل مركز البديل الثاني بـ إيلنور "Kudes" خافيزوف.
في 16 أكتوبر 2015، أعلنت Na`Vi عن حل قائمتها الرئيسية.
في 19 أكتوبر 2015، نشرت Na`Vi على موقعها أن دانيل إيشوتين وأكبر "SoNNeikO" بوتيف سيختاران اللاعبين الثلاثة المتبقين لقائمة Na`Vi جديدة.
في 23 فبراير 2016، تم الانتهاء من فريق نافي الجديد مع تقدم الفريق في بطولة Dota Pit بعد هزيمة مخيبة للآمال في الجولة التأهيلية النهائية لـESL مانيلا.[بحاجة لمصدر]
في 3 سبتمبر 2018، أشار دانيل إيشوتين إلى أنه يبحث عن فريق جديد ولاعبين لذلك الفريق، مما يشير إلى رحيله كقائد لفريق نافي لـDOTA 2.
في 2 سبتمبر 2021، أعلنت نافي عن قائمة جديدة يديرها ويدربها ArtStyle. وتضم أليكسي "Solo" بيريزين، إيليا كوروبكين وفيكتور "GeneRaL" نيغريني. احتفظ فلاديمير "No[o]ne" مينينكو وأليك "V-Tune" فوروبييه بمكانهما في الفريق.
نتائج DPC EEU 2023 Tour 1: Division I: نافي تهبط إلى الدرجة الثانية

### التشكيلة الحالية
| الاسم الحقيقي     | اللقب (Handle) | الجنسية    |
| ----------------- | -------------- | ---------- |
| أرتيوم غولبييف    | Yuragi         | أوكرانيا   |
| سوخباط أوتغوندافا | sanctity-      | منغوليا    |
| دميتري تاراسيتش   | nefrit         | أوكرانيا   |
| باكيت إيميلجانوف  | Zayac          | قيرغيزستان |
| أَرمان أورازباييف  | Malady         | كازاخستان  |

المدرب الرئيسي: فيتالي "Sword_Art" بيتكين  
تاريخ التحديث الأخير: 8 مارس 2024  
صفحة الفريق الرسمية على موقع نافي

### نتائج البطولات
| البطولة                                                  | الموقع                                | التاريخ                         | المركز     | الجوائز المالية      |
| -------------------------------------------------------- | ------------------------------------- | ------------------------------- | ---------- | -------------------- |
| إنتل إكستريم ماسترز الموسم الرابع - النهائيات الأوروبية  | ألمانيا، كولونيا                      | 15–17 يناير 2010                | الأول      | $1,250               |
| أرباليت آسيا                                             | كازاخستان، ألماتي                     | 30–31 يناير 2010                | الأول      | $10,000              |
| إنتل إكستريم ماسترز الموسم الرابع - نهائيات بطولة العالم | ألمانيا، هانوفر                       | 3 أبريل 2010                    | الأول      | $50,000              |
| كأس أرباليت الأفضل من أربعة                              | أوكرانيا، كييف                        | 9–11 أبريل 2010                 | الأول      | $12,000              |
| كأس أرباليت أوروبا                                       | السويد، ستوكهولم                      | 14–16 مايو 2010                 | الثاني     | $10,000              |
| كأس أرباليت دالاس 2010                                   | الولايات المتحدة، دالاس               | 16–18 يوليو 2010                | الأول      | $25,000              |
| فراغنت سمر تور 2012                                      | البوسنة والهرسك، سراييفو              | 25–26 أغسطس 2012                | الثالث     | $500                 |
| إكستريم ماسترز: شانغهاي                                  | الصين، شانغهاي                        | 29 يوليو – 1 أغسطس 2010         | الثالث     | $5,000               |
| آسوس سمر 2010                                            | أوكرانيا، كييف                        | 28–29 أغسطس 2010                | الثالث     | $3,000               |
| دريم هاك شتاء 2010                                       | السويد، يونشوبينغ                     | 25–27 نوفمبر 2010               | الأول      | $28,200              |
| إنتل تشالنج سوبر كأس 7                                   | أوكرانيا، كييف                        | 19–20 مارس 2011                 | الأول      | $5,000               |
| أو إس بي إل ربيع 2011                                    | كازاخستان، ألماتي                     | 3 أبريل 2011                    | الأول      | $5,500               |
| آسوس ربيع 2011                                           | أوكرانيا، كييف                        | 28–29 مايو 2011                 | الأول      | $4,430               |
| دريم هاك صيف 2011                                        | السويد، يونشوبينغ                     | 18–20 يونيو 2011                | الأول      | $1,600               |
| أدبتو بي إتش أوبن                                        | البوسنة، سراييفو                      | 24–26 يونيو 2011                | الأول      | $7,500               |
| غيم غن 2011                                              | إسبانيا، بلباو                        | 22–24 يوليو 2011                | الأول      | $4,000               |
| آسوس سمر 2011                                            | أوكرانيا، كييف                        | 13–14 أغسطس 2011                | الأول      | $1,000               |
| ذا إنترناشيونال 2011                                     | ألمانيا، كولونيا                      | 17–21 أغسطس 2011                | الأول      | $1,000,000           |
| إي-ستارز سول 2011                                        | كوريا الجنوبية، سول                   | 19–21 أغسطس 2011                | الثالث     | $9,200               |
| إس إي سي 2011                                            | بولندا، وارسو                         | 6–9 أكتوبر 2011                 | الأول      | $10,000              |
| إي إس دبليو سي 2011                                      | فرنسا، باريس                          | 21–23 أكتوبر 2011               | الأول      | $6,000               |
| دريم هاك شتاء 2011                                       | السويد، يونشوبينغ                     | 24–27 نوفمبر 2011               | الأول      | $4,275               |
| إنتل إكستريم ماسترز الموسم السادس - التحدي العالمي كييف  | أوكرانيا، كييف                        | 19–22 يناير 2012                | الأول      | $16,000              |
| إنتل إكستريم ماسترز الموسم السادس - نهائيات بطولة العالم | ألمانيا، هانوفر                       | 6–10 مارس 2012                  | الأول      | $20,000              |
| تك لابز كأس 2012                                         | روسيا، موسكو                          | 17–18 مارس 2012                 | الأول      | $10,000              |
| كوبنهاغن غيمز 2012                                       | الدنمارك، كوبنهاغن                    | 4–8 أبريل 2012                  | الأول      | $6,200               |
| دريم هاك صيف 2012                                        | السويد، يونشوبينغ                     | 16–19 يونيو 2012                | الأول      | $3,600               |
| ذا إنترناشيونال 2012                                     | الولايات المتحدة، سياتل               | 31 أغسطس – 2 سبتمبر 2012        | الثاني     | $250,000             |
| برو غيمر سيريس إكسبونور 2012                             | البرتغال، بورتو                       | 10–14 أكتوبر 2012               | الأول      | €4,000               |
| كأس ألينوير 1                                            | الصين، متصل بالشبكة وغير متصل بالشبكة | 16 يونيو – 7 يوليو 2013         | الأول      | $25,000              |
| رايدكال دوتا 2 ليغ موسم 3                                | إسبانيا، بلنسية                       | 20 مايو – 21 يوليو 2013         | الأول      | $5,000[بحاجة لمصدر]  |
| ذا إنترناشيونال 2013                                     | الولايات المتحدة، سياتل               | 7–11 أغسطس 2013                 | الثاني     | $632,370             |
| دريم هاك شتاء 2013                                       | السويد، يونشوبينغ                     | 28 نوفمبر – 1 ديسمبر 2013       | الأول      | $25,000              |
| إس إل تي في ستار سيريس موسم 8                            | أوكرانيا، كييف                        | 25 نوفمبر 2013 – 19 يناير 2014  | الأول      | $62,000              |
| ذا إنترناشيونال 2014                                     | الولايات المتحدة، سياتل               | 8 يوليو 2014 – 21 يوليو 2014    | الثامن     | $516,131             |
| ذا إنترناشيونال 2015                                     | الولايات المتحدة، سياتل               | 3 أغسطس 2015 – 8 أغسطس 2015     | الخامس عشر | $55,289[بحاجة لمصدر] |
| إنتل إكستريم ماسترز موسم X - سان خوسيه                   | الولايات المتحدة، سان خوسيه           | 21 نوفمبر 2015 – 22 نوفمبر 2015 | الأول      | $115,000             |
| إس إل آي-ليغ ستار سيريس موسم 2                           | الولايات المتحدة، لوس أنجلوس          | 21–24 يوليو 2016                | الأول      | $135,000             |

## قسمموبايل ليجيندز: بانغ بانغ
في 4 نوفمبر 2021، أعلنت المنظمة دخولها إلى لعبة موبايل ليجيندز: بانغ بانغ من خلال التوقيع مع فريق منطقة رابطة الدول المستقلة "ديوس فولت" قبل بطولة العالم إم3، وهي أكبر بطولة في اللعبة. أنهى الفريق البطولة في المركز السابع مناصفة، بعد خسارته بنتيجة 2–3 أمام الفريق الماليزي توداك في القسم السفلي من البطولة. تفكك الفريق في عام 2022 بعد فشله في التأهل لبطولة إم4، وعاد معظم اللاعبين إلى فريق Deus Vult؛ الذي تم التوقيع معه لاحقًا من قِبل فريق تيم سبريت.
في 8 فبراير 2025، أعلنت منظمة نافي عن عودتها إلى لعبة موبايل ليجيندز، وذلك من خلال استحواذها على فريق ريبيليون إي سبورتس وحصولها على الحقوق الرسمية للمشاركة في دوري المحترفين الإندونيسي للعبة موبايل ليجيندز (MPL Indonesia) والدوري التنموي الإندونيسي (MDL Indonesia). في 14 مايو 2025، أعلنت المنظمة عن توقيعها مع تشكيلتين نسائيتين، واحدة مقرها في ماليزيا وأخرى في الفلبين، وكانت التشكيلة الفلبينية هي نفسها التي كانت تمثل فريق سمارت أوميغا إمبريس، والتي فازت بنسخة العام السابق من بطولة النساء.

### التشكيلات الحالية
| الفريق                   | الاسم المستعار | الاسم الكامل                       | الدور     | الجنسية   | تاريخ الانضمام | المدرب                                                         |
| ------------------------ | -------------- | ---------------------------------- | --------- | --------- | -------------- | -------------------------------------------------------------- |
| الفريق الرئيسي           | كارز           | كارستن ويليام تجوغيتو              | خط الخبرة | إندونيسيا | 8 فبراير 2025  | رونالدو "دو" أديتيا ليبيرث                                     |
| الفريق الرئيسي           | وشيبول         | محمد رخا سسترديناتا                | الغابة    | إندونيسيا | 8 فبراير 2025  | رونالدو "دو" أديتيا ليبيرث                                     |
| الفريق الرئيسي           | آيثر           | جايسون كين زيفانيا                 | الغابة    | إندونيسيا | 8 فبراير 2025  | رونالدو "دو" أديتيا ليبيرث                                     |
| الفريق الرئيسي           | إكس ماجيك      | محمد أنديكا رمضان                  | المنتصف   | إندونيسيا | 8 فبراير 2025  | رونالدو "دو" أديتيا ليبيرث                                     |
| الفريق الرئيسي           | كزيف           | مايكل ريتشي                        | الذهب     | إندونيسيا | 8 فبراير 2025  | رونالدو "دو" أديتيا ليبيرث                                     |
| الفريق الرئيسي           | زيون           | بودي ليوناردي                      | الذهب     | إندونيسيا | 8 فبراير 2025  | رونالدو "دو" أديتيا ليبيرث                                     |
| الفريق الرئيسي           | حنافتيزي       | ريفالدو حنافي                      | المتجول   | إندونيسيا | 8 فبراير 2025  | رونالدو "دو" أديتيا ليبيرث                                     |
| MDL (الفريق الرديف)      | فيب            | ريو ويجاتا                         | خط الخبرة | إندونيسيا | 8 فبراير 2025  | يودهسترا "يودس" باغاس                                          |
| MDL (الفريق الرديف)      | بي كيو         | محمد بيقي سيف الله                 | خط الخبرة | إندونيسيا | 8 فبراير 2025  | يودهسترا "يودس" باغاس                                          |
| MDL (الفريق الرديف)      | فازي هارد      | روبي ريفالدي                       | الغابة    | إندونيسيا | 8 فبراير 2025  | يودهسترا "يودس" باغاس                                          |
| MDL (الفريق الرديف)      | جيزي           | محمد نجي الله                      | المنتصف   | إندونيسيا | 8 فبراير 2025  | يودهسترا "يودس" باغاس                                          |
| MDL (الفريق الرديف)      | جانغريم        | أنديكا باغاس كورنياوان             | المنتصف   | إندونيسيا | 8 فبراير 2025  | يودهسترا "يودس" باغاس                                          |
| MDL (الفريق الرديف)      | ننيز           | محمد نور رحمة سانايتول             | الذهب     | إندونيسيا | 8 فبراير 2025  | يودهسترا "يودس" باغاس                                          |
| MDL (الفريق الرديف)      | بريل           | محمد بيريل بيانكا                  | المتجول   | إندونيسيا | 8 فبراير 2025  | يودهسترا "يودس" باغاس                                          |
| الفريق النسائي – الفلبين | آيانامي        | غوينيث بيردين دياغون               | خط الخبرة | الفلبين   | 14 مايو 2025   | سلمان "كينغ سلمان" مكارامبون (مساعد: جون بول "أغريسيف" أفيينو) |
| الفريق النسائي – الفلبين | كييشي          | كاي ميريل ألبويرتو                 | الغابة    | الفلبين   | 14 مايو 2025   | سلمان "كينغ سلمان" مكارامبون (مساعد: جون بول "أغريسيف" أفيينو) |
| الفريق النسائي – الفلبين | أموري          | ريكا فاطيما أموريس                 | المنتصف   | الفلبين   | 14 مايو 2025   | سلمان "كينغ سلمان" مكارامبون (مساعد: جون بول "أغريسيف" أفيينو) |
| الفريق النسائي – الفلبين | ليكسا          | ألكسندريا داردو                    | المنتصف   | الفلبين   | 14 مايو 2025   | سلمان "كينغ سلمان" مكارامبون (مساعد: جون بول "أغريسيف" أفيينو) |
| الفريق النسائي – الفلبين | شينوا          | شين كوباردو بيريز                  | الذهب     | الفلبين   | 14 مايو 2025   | سلمان "كينغ سلمان" مكارامبون (مساعد: جون بول "أغريسيف" أفيينو) |
| الفريق النسائي – الفلبين | ميراي          | ميري كريستين فيفيرو                | المتجولة  | الفلبين   | 14 مايو 2025   | سلمان "كينغ سلمان" مكارامبون (مساعد: جون بول "أغريسيف" أفيينو) |
| الفريق النسائي – ماليزيا | شا             | قرَّة العين نور فاريشا بنت محمد نزام | خط الخبرة | ماليزيا   | 14 مايو 2025   | محمد فارس "آيش" بن بدر الزمان                                  |
| الفريق النسائي – ماليزيا | رينا           | أفرينا بلقيس بنت إبدي حر علي       | الغابة    | ماليزيا   | 14 مايو 2025   | محمد فارس "آيش" بن بدر الزمان                                  |
| الفريق النسائي – ماليزيا | هاني           | حنيصة وحيدة بنت محمد داشوكي        | المنتصف   | ماليزيا   | 14 مايو 2025   | محمد فارس "آيش" بن بدر الزمان                                  |
| الفريق النسائي – ماليزيا | فافاو          | نورول إفا فوزانا بنت محمد فوزي     | الذهب     | ماليزيا   | 14 مايو 2025   | محمد فارس "آيش" بن بدر الزمان                                  |
| الفريق النسائي – ماليزيا | ريموند         | ناديّا باختيتا باكريون              | المتجولة  | إندونيسيا | 14 مايو 2025   | محمد فارس "آيش" بن بدر الزمان                                  |

## قسمبلاير أنونز باتل غراوندز(ببجي)
في 11 أبريل 2018، أعلنت المنظمة عن استحواذها على فريق ببجي، وتكوّن الفريق من أربعة لاعبين روس: فاديم "POKAMOLODOY" أولشين، إيفان "أوباه" كابوستين، دميتري "شيد1" روشين، وسفياتوسلاف "دراينيس" كوميصاروف.
في 19 نوفمبر 2018، تم الإعلان عن تشكيلة جديدة لفريق ببجي.
في أبريل 2019، وبعد أداء غير مرضٍ في بطولة LAN لدوري ببجي الأوروبي، والتي أُقيمت في برلين (حيث احتل فريق NAVI المركز الرابع عشر من أصل 16 فريقًا في نهاية المرحلة الأولى)، قررت إدارة المنظمة تجديد التشكيلة. من التشكيلة السابقة بقي فقط فاديم «POKAMOLODOY» أولشين، الذي فقد مع ذلك صفة قائد الفريق. وتم نقل ألكسندر "باتولينس" باتولين، دميتري "ريكريت" أوسينتسيف، وأرتيم "سادوفنيك" دانليوك إلى "غير نشطين".
في 1 أكتوبر 2020، وقّعت ناتوس فينسير مع تشكيلة ببجي موبايل، مما شكل دخولها الرسمي إلى مشهد الرياضات الإلكترونية التنافسية في ببجي موبايل.
وفي 5 أكتوبر 2020، تلقى الفريق دعوة للمشاركة في بطولة السلام للنخبة التي بلغت جوائزها 1.7 مليون دولار أمريكي.
وفي 26 أكتوبر 2020، فاز فريق نافي بلقب دوري ببجي موبايل لمنطقة أوروبا والشرق الأوسط وإفريقيا (EMEA)، وتأهل بذلك إلى بطولة ببجي موبايل العالمية.
في 20 نوفمبر 2022، فاز فريق ناتوس فينسير بالبطولة العالمية ببجي 2022 وحصل على جائزة مالية قدرها 1,008,338 دولار أمريكي.

### التشكيلة الحالية
| الاسم المستعار | الاسم الكامل      | الجنسية | تاريخ الانضمام |
| -------------- | ----------------- | ------- | -------------- |
| ميلمان         | كونستانتين ليفكين | جورجيا  | 21 نوفمبر 2022 |
| أليا           | ألكسندر بيروغوف   | روسيا   | 21 نوفمبر 2022 |
| إكس إم بّي إل   | أرتيوم أداركين    | روسيا   | 21 نوفمبر 2022 |
| أوباه          | إيفان كابوستين    | روسيا   | 21 نوفمبر 2022 |

## قسمعالم الدبابات
في يوليو 2013، بدأ الفريق الروسي-الأوكراني "ريد راش" المنافسة تحت شعار ناتوس فينسير في لعبة عالم الدبابات.
فاز فريق نافي بأول نسخة من دوري Wargaming.net للعبة عالم الدبابات في وارسو، بولندا في أبريل 2014. كما أحرز الفريق اللقب مرة أخرى في أبريل 2016.

## قسم لعبة رينبو سيكس سيج
دخلت منظمة ناتوس فينسير مجال دوري المحترفين للعبة رينبو سيكس سيج من خلال الاستحواذ على التشكيلة الألمانية لفريق Mock-it E-sports في فبراير 2019. كان التشكيل الأصلي لفريق ناتوس فينسير في لعبة رينبو سيكس سيج يضم باسكال "Cry1NNN" ألوان، لوكاس "Korey" زفينغمان، يان "ripz" هوكه، نيكلاس "KS" ماسيريير، ولاسي "Lazzo" كلي. في 30 مايو 2019، أعلنت المنظمة أن اللاعب كوراي سينضم إلى فريق آخر، وأن بقية التشكيلة الألمانية تم إطلاق سراحهم، وأن ناتوس فينسير ستعلن عن تشكيلة جديدة في اليوم التالي.
في 1 يونيو 2019، أعلنت ناتوس فينسير عن توقيعها مع التشكيلة البريطانية لفريق MnM Gaming مباشرة بعد تأهلها لدوري المحترفين الموسم العاشر. ضمت التشكيلة بن "CTZN" ماكميلان، جاك "Doki" روبرتسون، لوك "Kendrew" كندرو، ليون "neLo" بيسيتش، شيمن "Saves" كامينيك، وإيليس "GiG" هيندل كمدرب. في 11 أكتوبر، تم حظر اللاعب دوكي من قبل شركة يوبي سوفت، مطور اللعبة، بسبب سلوك سام شديد، وقامت ESL، منظمو دوري المحترفين، باحترام الحظر وطلبت من ناتوس فينسير تعيين لاعب بديل لمدة مدة حظر دوكي التي استمرت حتى 11 أبريل 2020. تم الإعلان عن إيليس "Pie" بارت كبديل لدوكي بعد أربعة أيام. مع بارت، تأهلت ناتوس فينسير إلى نهائيات دوري المحترفين الموسم الحادي عشر، حيث حصلت على المركز الأول وفازت بجائزة قدرها 100,000 دولار. بعد نحو شهر في 18 ديسمبر، غادر المدرب GiG التشكيلة، وأصبح المحلل سيريل "jahk" رينود مدرب الفريق المؤقت. استمرت هذه التشكيلة حتى بعد بطولة Six Invitational 2020 في فبراير 2020، عندما غادر بارت وCTZN الفريق. في 13 مارس 2020، تم الإعلان عن بايرون "Blurr" موراي كبديل لبقية فترة حظر دوكي. في 21 مارس، انضم ديميتري "Panix" دي لونجوك إلى الفريق كلاعب دائم.

### التشكيلة الحالية
| الاسم المستعار | الاسم الحقيقي        | الجنسية              |
| -------------- | -------------------- | -------------------- |
| Nathan         | Nathan Sharp         | المملكة المتحدة      |
| Kayak          | Jordan Morley        | المملكة المتحدة      |
| Skiddy         | Jamie Diamond        | المملكة المتحدة      |
| Leadr          | Jake Fortunado       | المملكة المتحدة      |
| T3b            | Edoardo Treglia      | إيطاليا              |
| المدرب الرئيسي | ألونسو "ألو" دييز    | ألونسو "ألو" دييز    |
| المصدر         | الموقع الرسمي للفريق | الموقع الرسمي للفريق |

### الإنجازات البارزة
| تاريخ الانتهاء             | البطولة                                    | الموقع                   | المركز              | الجائزة             |
| التشكيلة البريطانية        | التشكيلة البريطانية                        | التشكيلة البريطانية      | التشكيلة البريطانية | التشكيلة البريطانية |
| -------------------------- | ------------------------------------------ | ------------------------ | ------------------- | ------------------- |
| 4 يوليو 2019               | مرحلة مجموعات بطولة ESL الممتازة صيف 2019  | المملكة المتحدة وأيرلندا | المركز الأول        | نهائيات             |
| 7 يوليو 2019               | دريمهاك فالنسيا 2019                       | بلنسية                   | المراكز من 9 إلى 12 | $0                  |
| 27 يوليو 2019              | نهائيات بطولة ESL الممتازة صيف 2019        | ليستر                    | المركز الأول        | 5,488$              |
| 14 أكتوبر 2019             | دوري المحترفين الموسم 10 أوروبا            | أوروبا                   | المركز الأول        | نهائيات             |
| 9 نوفمبر 2019              | نهائيات دوري المحترفين الموسم 10           | توكونامه (آيتشي)         | المركز الأول        | 100,000$            |
| 13 نوفمبر 2019             | مرحلة مجموعات بطولة ESL الممتازة شتاء 2019 | المملكة المتحدة وأيرلندا | المركز الثاني       | نهائيات             |
| 23 نوفمبر 2019             | نهائيات بطولة ESL الممتازة شتاء 2019       | مانشستر                  | المركز الأول        | 10,268$             |
| 16 فبراير 2020             | دعوة Six Invitational 2020                 | مونتريال                 | المراكز من 9 إلى 12 | 80,000$             |
| 13 أبريل 2020              | دوري المحترفين الموسم 11 أوروبا            | أوروبا                   | المركز الرابع       | 16,000$             |
| 7 يونيو 2020               | الدوري الأوروبي المفتوح Clash              | أوروبا                   | المراكز من 3 إلى 4  | $0                  |
| 20 يوليو 2020              | الدوري الأوروبي الموسم 1 – المرحلة 1       | أوروبا                   | المركز الخامس       | 4,497$              |
| التشكيلة الألمانية السابقة |                                            |                          |                     |                     |
| 26 أبريل 2019              | دوري المحترفين الموسم 9 أوروبا             | أوروبا                   | المركز الثامن       | 3,000$              |
| 15 مايو 2019               | Twitch Rivals 2 – أوروبا                   | أوروبا                   | المركز الثاني       | 4,250$              |

## قسمفالورانت
وقعت ناتوس فينسير مع لا ضغط في 16 يوليو 2021، مما يمثل دخولها إلى فالورانت.
| اسم اللاعب               | الاسم الأول | اسم العائلة | الجنسية  |
| ------------------------ | ----------- | ----------- | -------- |
| ANGE1                    | كيريلو      | كاراسوف     | أوكرانيا |
| Shao                     | أندريه      | كيبرسكي     | روسيا    |
| koalanoob                | جيان فرانكو | بوتيستيو    | كندا     |
| hiro                     | إيميرهان    | كات         | هولندا   |
| Ruxic                    | أُغور        | قوتش        | تركيا    |
| المدرب                   |             |             |          |
| * فينسنت "هابي" شوبنهاور |             |             |          |

## المساهمة في تطوير الرياضات الإلكترونية

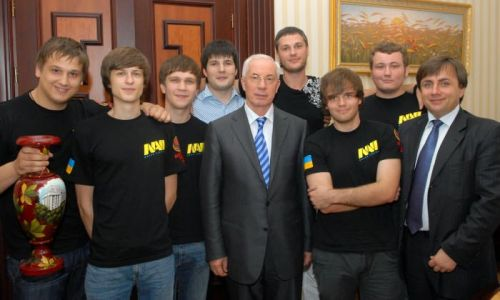
ناتوس فينسير ورئيس وزراء أوكرانيا السابق ميكولا أزاروف

كان فريق كاونتر-سترايك لناتوس فينسير أول فريق في التاريخ يفوز بثلاث بطولات كبرى — إنتل إكستريم ماسترز، كأس العالم للرياضات الإلكترونية، وألعاب الإنترنت العالمية 2010 — في سنة تقويمية واحدة. وفاز فريقهم في لعبة دوتا 2 ببطولة ذا إنترناشيونال 2011، مما جعله المنظمة الأكثر نجاحًا في مجال الرياضات الإلكترونية في ذلك الوقت.
في يوليو 2010، التقى رئيس وزراء أوكرانيا ميكولا أزاروف بالفريق في مبنى مجلس الوزراء في كييف. خلال الاجتماع تم مناقشة قضايا تتعلق بتطوير صناعة تكنولوجيا المعلومات في أوكرانيا. ووعد رئيس الوزراء بإقامة كأس أوكرانيا المفتوح الدولي للرياضات الإلكترونية في 2011. وتم تسجيل اللاعبين الأوكرانيين في ما يسمى "الاحتياطي الذهبي"، حيث حظي بدعم الحكومة.
في عام 2024، تبرعت ناتوس فينسير بجزء المنظمة من جائزة الفوز في بطولة PGL الكبرى كوبنهاجن 2024، والتي بلغت قيمتها 125,000 دولار أمريكي، لدعم استخدام مسيرة برية في القوات المسلحة الأوكرانية خلال الغزو الروسي لأوكرانيا.
ناتوس فينسير عضو في برنامج دعم النوادي التابع لمؤسسة كأس العالم للرياضات الإلكترونية، الممول من قبل صندوق الاستثمارات العامة.

## وصلات خارجية
- الموقع الرسمي